# Artes plásticas

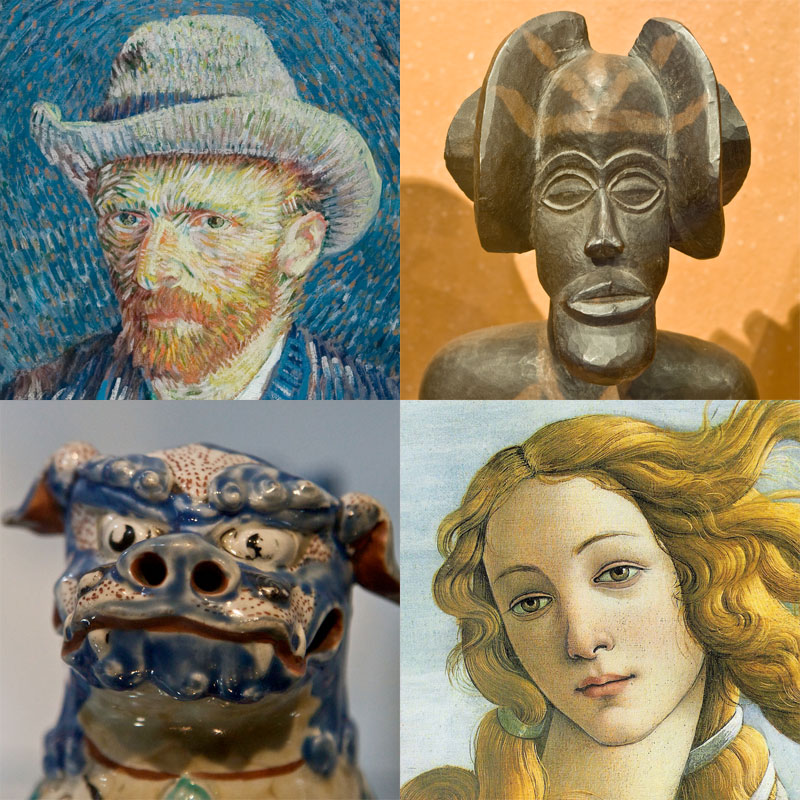
En sentido horario, desde arriba a la izquierda: autorretrato de Vincent van Gogh, escultura Chokwe africana, detalle de la obra de Sandro Botticelli titulada El nacimiento de Venus, y figura de porcelana japonesa conocida como «León del templo».

Las artes plásticas son aquellas artes que utilizan materiales capaces de ser modificados o moldeados por el artista y por hacer distintas técnicas para crear una obra. Son aquellas obras del ser humano que reflejan, con recursos plásticos, algún producto de su imaginación o su visión de la realidad.  Se refiere el término de manera más amplia a las artes visuales para diferenciarlas del arte musical, de  la danza, la literatura o del teatro.
Incluidas dentro de las bellas artes, el término 'artes plásticas' aparece a  principios del siglo XIX para referirse a la pintura, la escultura, el dibujo, la arquitectura, el grabado, la cerámica, la orfebrería, la artesanía y la pintura mural.

## Los conceptos de artes plásticas y artes visuales
A partir de los movimientos artísticos que se fueron desarrollando durante el siglo XX, el concepto de artes plásticas comenzó a cambiar. Nuevas propuestas artísticas como el ready-made (arte encontrado) hicieron cuestionar si es necesario modificar uno u otro material para obtener una obra de arte.
A mediados del siglo XX se comenzó a utilizar el término artes visuales, que engloba el de artes plásticas y todos los nuevos medios.
Las artes visuales añaden otros recursos como puede ser el sonido, el vídeo, la informática, la electrónica, etcétera, para crear obras o propuestas artísticas.

## Conceptos en artes plásticas
El artista plástico es la persona que se dedica profesionalmente al desarrollo de este tipo de arte. En algunos casos el artista se vale de varias disciplinas artísticas a la vez. Esto ocurre porque el artista aplica sus conocimientos para realizar sus obras con diferentes materiales, medios, técnicas y objetivos.
Tradicionalmente, las escuelas de arte ofrecen al estudiante, para que desarrolle su potencial creativo, la posibilidad de trabajar varias disciplinas artísticas e incrementar su creatividad. Esto es posible porque las artes plásticas parten de principios y conceptos comunes a todas las disciplinas artísticas, como son: los elementos del diseño, las teorías del color y su psicología.